# بيرغر إكلوند
بيرغر إكلوند (بالسويدية: Birger Eklund)‏ هو لاعب كرة قدم سويدي، ولد في 22 أكتوبر 1929، وتوفي في 6 ديسمبر 2015. شارك مع منتخب السويد لكرة القدم. أما مع النوادي، فقد لعب مع نادي يورغوردينس.